# USA i olympiska sommarspelen 1976
USA deltog i de olympiska sommarspelen 1976 med en trupp bestående av 396 deltagare, 278 män och 118 kvinnor, vilka deltog i 189 tävlingar i 19 sporter. Landet slutade på tredje plats i medaljligan, med 34 guldmedaljer och 94 medaljer totalt.

## Medaljer
| Medalj | Namn | Sport         | Gren                            |
| ------ | --- | ------------- | ------------------------------- |
| 1      | USA:s herrlandslag i basket                                                                                              | Basket        | Herrarnas turnering             |
| 1      | Leo Randolph | Boxning       | Flugvikt                        |
| 1      | Howard Davis | Boxning       | Lättvikt                        |
| 1      | Sugar Ray Leonard | Boxning       | Lätt weltervikt                 |
| 1      | Michael Spinks | Boxning       | Mellanvikt                      |
| 1      | Leon Spinks | Boxning       | Lätt tungvikt                   |
| 1      | John Peterson | Brottning     | Herrarnas fristil 82 kg         |
| 1      | Luann Ryon | Bågskytte     | Damernas individuella           |
| 1      | Darrell Pace | Bågskytte     | Herrarnas individuella          |
| 1      | Edwin Moses | Friidrott     | Herrarnas 400 meter häck        |
| 1      | Harvey Glance Johnny Jones Millard Hampton Steve Riddick                                                                 | Friidrott     | Herrarnas 4 x 100 meter stafett |
| 1      | Herman Frazier Benny Brown Fred Newhouse Maxie Parks                                                                     | Friidrott     | Herrarnas 4 x 400 meter stafett |
| 1      | Mac Wilkins | Friidrott     | Herrarnas diskuskastning        |
| 1      | Arnie Robinson | Friidrott     | Herrarnas längdhopp             |
| 1      | Bruce Jenner | Friidrott     | Herrarnas tiokamp               |
| 1      | Edmund Coffin | Ridsport      | Individuell fälttävlan          |
| 1      | Mary-Anne Tauskey Bruce Davidson John Michael Plumb Edmund Coffin                                                        | Ridsport      | Lagtävlingen i fälttävlan       |
| 1      | Jennifer Chandler | Simhopp       | Damernas svikt                  |
| 1      | Philip Boggs | Simhopp       | Herrarnas svikt                 |
| 1      | Kim Peyton Jill Sterkel Shirley Babashoff Wendy Boglioli                                                                 | Simning       | Damernas 4 x 100m frisim        |
| 1      | Jim Montgomery | Simning       | Herrarnas 100m frisim           |
| 1      | Bruce Furniss | Simning       | Herrarnas 200m frisim           |
| 1      | Brian Goodell | Simning       | Herrarnas 400m frisim           |
| 1      | Brian Goodell | Simning       | Herrarnas 1500m frisim          |
| 1      | John Naber | Simning       | Herrarnas 100m ryggsim          |
| 1      | John Naber | Simning       | Herrarnas 200m ryggsim          |
| 1      | John Hencken | Simning       | Herrarnas 100m bröstsim         |
| 1      | Matt Vogel | Simning       | Herrarnas 100m fjäril           |
| 1      | Mike Bruner | Simning       | Herrarnas 200m fjäril           |
| 1      | Rod Strachan | Simning       | Herrarnas 400m medley           |
| 1      | John Naber Mike Bruner Bruce Furniss Jim Montgomery                                                                      | Simning       | Herrarnas 4 x 200m frisim       |
| 1      | John Naber John Hencken Matt Vogel Jim Montgomery                                                                        | Simning       | Herrarnas 4 x 100m medley       |
| 1      | Lenny Bassham | Skytte        | 50 meter gevär, tre positioner  |
| 1      | Donald Haldeman | Skytte        | Trap                            |
| 2      | USA:s damlandslag i basket                                                                                               | Basket        | Damernas turnering              |
| 2      | Charles Mooney | Boxning       | Bantamvikt                      |
| 2      | Lloyd Keaser | Brottning     | Herrarnas fristil 68 kg         |
| 2      | Ben Peterson | Brottning     | Herrarnas fristil 90 kg         |
| 2      | Russell Hellickson | Brottning     | Herrarnas fristil 100 kg        |
| 2      | Debra Sapenter Sheila Ingram Pamela Jiles Rosalyn Bryant                                                                 | Friidrott     | Damernas 4 x 400 meter stafett  |
| 2      | Kathy McMillan | Friidrott     | Damernas längdhopp              |
| 2      | Millard Hampton | Friidrott     | Herrarnas 200 meter             |
| 2      | Fred Newhouse | Friidrott     | Herrarnas 400 meter             |
| 2      | Frank Shorter | Friidrott     | Herrarnas maraton               |
| 2      | Michael Shine | Friidrott     | Herrarnas 400 meter häck        |
| 2      | Randy Williams | Friidrott     | Herrarnas längdhopp             |
| 2      | James Butts | Friidrott     | Herrarnas tresteg               |
| 2      | John Michael Plumb | Ridsport      | Individuell fälttävlan          |
| 2      | Joan Lind | Rodd          | Damernas singelsculler          |
| 2      | Calvin Coffey Mike Staines                                                                                               | Rodd          | Herrarnas tvåa utan styrman     |
| 2      | David McFaull Michael Rothwell                                                                                           | Segling       | Tornado                         |
| 2      | John Kolius Walter Glasgow Richard Hoepfner                                                                              | Segling       | Soling                          |
| 2      | Greg Louganis | Simhopp       | Herrar höga hopp                |
| 2      | Shirley Babashoff | Simning       | Damernas 200m frisim            |
| 2      | Shirley Babashoff | Simning       | Damernas 400m frisim            |
| 2      | Shirley Babashoff | Simning       | Damernas 800m frisim            |
| 2      | Camille Wright Shirley Babashoff Linda Jezek Lauri Siering                                                               | Simning       | Damernas 4 x 100m medley        |
| 2      | Jack Babashoff | Simning       | Herrarnas 100m frisim           |
| 2      | John Naber | Simning       | Herrarnas 200m frisim           |
| 2      | Tim Shaw | Simning       | Herrarnas 400m frisim           |
| 2      | Bobby Hackett | Simning       | Herrarnas 1500m frisim          |
| 2      | Peter Rocca | Simning       | Herrarnas 100m ryggsim          |
| 2      | Peter Rocca | Simning       | Herrarnas 200m ryggsim          |
| 2      | John Hencken | Simning       | Herrarnas 200m bröstsim         |
| 2      | Joe Bottom | Simning       | Herrarnas 100m fjäril           |
| 2      | Steve Gregg | Simning       | Herrarnas 200m fjäril           |
| 2      | Tim McKee | Simning       | Herrarnas 400m medley           |
| 2      | Margaret Murdock | Skytte        | 50 meter gevär, tre positioner  |
| 2      | Lee James | Tyngdlyftning | Herrarnas 90 kg                 |
| 3      | John Tate | Boxning       | Tungvikt                        |
| 3      | Gene Davis | Brottning     | Herrarnas fristil 62 kg         |
| 3      | Stanley Dziedzic | Brottning     | Herrarnas fristil 74 kg         |
| 3      | Kate Schmidt | Friidrott     | Damernas spjutkastning          |
| 3      | Dwayne Evans | Friidrott     | Herrarnas 200 meter             |
| 3      | Herman Frazier | Friidrott     | Herrarnas 400 meter             |
| 3      | Rick Wohlhuter | Friidrott     | Herrarnas 800 meter             |
| 3      | Willie Davenport | Friidrott     | Herrarnas 110 meter häck        |
| 3      | Dwight Stones | Friidrott     | Herrarnas höjdhopp              |
| 3      | David Roberts | Friidrott     | Herrarnas stavhopp              |
| 3      | John Powell | Friidrott     | Herrarnas diskuskastning        |
| 3      | Peter Kormann | Gymnastik     | Herrarnas fristående            |
| 3      | Allen Coage | Judo          | Herrarnas 93 kg                 |
| 3      | Hilda Gurney Edith Master Dorothy Morkis                                                                                 | Ridsport      | Lagtävlingen i dressyr          |
| 3      | Jackie Zoch Anita DeFrantz Carie Graves Marion Greig Anne Warner Peggy McCarthy Carol Brown Gail Ricketson Lynn Silliman | Rodd          | Damernas åtta                   |
| 3      | Dennis Conner Conn Findlay                                                                                               | Segling       | Tempest                         |
| 3      | Cynthia Potter-McIngvale                                                                                                 | Simhopp       | Damernas svikt                  |
| 3      | Deborah Wilson | Simhopp       | Damernas höga hopp              |
| 3      | Wendy Weinberg | Simning       | Damernas 800m frisim            |
| 3      | Wendy Boglioli | Simning       | Damernas 100m fjäril            |
| 3      | Jim Montgomery | Simning       | Herrarnas 200m frisim           |
| 3      | Dan Harrigan | Simning       | Herrarnas 200m ryggsim          |
| 3      | Rick Colella | Simning       | Herrarnas 200m bröstsim         |
| 3      | Gary Hall | Simning       | Herrarnas 100m fjäril           |
| 3      | Bill Forrester | Simning       | Herrarnas 200m fjäril           |

## Basket

### Damernas turnering
- Laguppställning[2]:

Cindy Brogdon
Susan Rojcewicz
Ann Meyers
Lusia Harris
Nancy Dunkle
Charlotte Lewis
Nancy Lieberman
Gail Marquis
Patricia Roberts
Mary Anne O'Connor
Patricia Head
Julienne Simpson
- Resultat:[3]

| Lag             | S | V | O | F | GM  | IM  | MS   | P  |
| --------------- | - | - | - | - | --- | --- | ---- | -- |
| Sovjetunionen   | 5 | 5 | 0 | 0 | 504 | 346 | +158 | 10 |
| USA             | 5 | 3 | 0 | 2 | 415 | 417 | −2   | 6  |
| Bulgarien       | 5 | 3 | 0 | 2 | 365 | 377 | −12  | 6  |
| Tjeckoslovakien | 5 | 2 | 0 | 3 | 351 | 359 | −8   | 4  |
| Japan           | 5 | 2 | 0 | 3 | 405 | 400 | +5   | 4  |
| Kanada          | 5 | 0 | 0 | 5 | 336 | 477 | −141 | 0  |

### Herrarnas turnering
- Laguppställning[2]:

Phil Ford
Steve Sheppard
Adrian Dantley
Walter Davis
Quinn Buckner
Ernie Grunfeld
Kenny Carr
Scott May
Tate Armstrong
Tom LaGarde
Phil Hubbard
Mitch Kupchak
- Gruppspel:[4]

| Lag             | S | V | O | F | GM  | IM  | MS  | P  |
| --------------- | - | - | - | - | --- | --- | --- | -- |
| USA             | 5 | 5 | 0 | 0 | 396 | 349 | +47 | 10 |
| Jugoslavien     | 5 | 4 | 0 | 1 | 366 | 343 | +23 | 8  |
| Italien         | 5 | 3 | 0 | 2 | 349 | 344 | +5  | 6  |
| Tjeckoslovakien | 5 | 2 | 0 | 3 | 418 | 406 | +12 | 4  |
| Puerto Rico     | 5 | 1 | 0 | 4 | 323 | 363 | −40 | 2  |
| Egypten         | 5 | 0 | 0 | 5 | 64  | 111 | −47 | 0  |

- Semifinal:[5]

|  | 26 juli | USA | 95 – 77 | Kanada | Montréal Forum |  |
|  |         |     |         |        |                |  |
|  |         |     |         |        |                |  |
|  |         |     |         |        |                |  |

- Final:[6]

|  | 27 juli | USA | 95 – 74 | Jugoslavien | Montréal Forum |  |
|  |         |     |         |             |                |  |
|  |         |     |         |             |                |  |
|  |         |     |         |             |                |  |

## Boxning
| Idrottare         | Gren            | Omgång 1             | Omgång 2             | Omgång 3             | Kvartsfinal          | Semifinal            | Final                | Final     |
| Idrottare         | Gren            | Motståndare Resultat | Motståndare Resultat | Motståndare Resultat | Motståndare Resultat | Motståndare Resultat | Motståndare Resultat | Placering |
| ----------------- | --------------- | -------------------- | -------------------- | -------------------- | -------------------- | -------------------- | -------------------- | --------- |
| Louis Curtis      | Lätt flugvikt   | Średnicki (POL) 0-5  | Gick inte vidare     | Gick inte vidare     | Gick inte vidare     | Gick inte vidare     | Gick inte vidare     | 17        |
| Leo Randolph      | Flugvikt        | Bye                  | Samatou (TOG) WO     | Gruescu (ROU) 4-1    | Larmour (IRL) 4-1    | Błażyński (POL) 4-1  | Duvalón (CUB) 3-2    |           |
| Charles Mooney    | Bantamvikt      | Rais (MAR) 5-0       | Rodríguez (ESP) 4-1  | Onori (ITA) 5-0      | Chul (KOR) 3-2       | Rybakov (URS) 4-1    | Gu (PRK) 0-5         |           |
| David Armstrong   | Fjädervikt      | Volkov (URS) 5-0     | Badari (HUN) 5-0     | Herrera (CUB) 2-3    | Gick inte vidare     | Gick inte vidare     | Gick inte vidare     | 5         |
| Howard Davis      | Lättvikt        | Bye                  | Segawa (JPN) 5-0     | Asprilla (COL) RSC-2 | Tsvetkov (BUL) RSC-3 | Rusevski (YUG) 5-0   | Cuțov (ROU) 5-0      |           |
| Sugar Ray Leonard | Lätt weltervikt | Carlsson (SWE) 5-0   | Limasov (URS) 5-0    | McKenzie (GBR) 5-0   | Beyer (GDR) 5-0      | Szczerba (POL) 5-0   | Aldama (CUB) 5-0     |           |
| Clinton Jackson   | Weltervikt      | Bye                  | Kicka (POL) 5-0      | Felix (HAI) KO-1     | Gamarro (VEN) 2-3    | Gick inte vidare     | Gick inte vidare     | 5         |
| Chuck Walker      | Lätt mellanvikt | Bye                  | Rybicki (POL) 2-3    | i.u.                 | Gick inte vidare     | Gick inte vidare     | Gick inte vidare     | 9         |
| Michael Spinks    | Mellanvikt      | Bye                  | Emebe (CMR) WO       | i.u.                 | Pasiewicz (POL) 5-0  | Năstac (ROU) WO      | Riskijev (URS) RSC-3 |           |
| Leon Spinks       | Lätt tungvikt   | Fatihi (MAR) KO-1    | Klimanov (URS) 5-0   | i.u.                 | Sachse (GDR) 5-0     | Gortat (POL) 5-0     | Soria (CUB) RSC-3    |           |
| John Tate         | Tungvikt        | Bye                  | Biegalski (POL) 5-0  | i.u.                 | Hussing (FRG) 3-2    | Stevenson (CUB) 1-KO | Gick inte vidare     |           |

## Brottning
Herrarnas fristil
| Idrottare          | Gren    | Omgång 1                                      | Omgång 2                                     | Omgång 3                                       | Omgång 4                                    | Omgång 5                                | Sista omgången                                                   |
| Idrottare          | Gren    | Motståndare Resultat                          | Motståndare Resultat                         | Motståndare Resultat                           | Motståndare Resultat                        | Motståndare Resultat                    | Motståndare Resultat                                             |
| ------------------ | ------- | --------------------------------------------- | -------------------------------------------- | ---------------------------------------------- | ------------------------------------------- | --------------------------------------- | ---------------------------------------------------------------- |
| Billy Rosado       | 48 kg   | Roman Dmitrijev (URS) Förlust genom fall      | Gombyn Khishigbaatar (MGL) 11-13             | Gick inte vidare                               | Gick inte vidare                            | Gick inte vidare                        | Gick inte vidare                                                 |
| James Haines       | 52 kg   | Constantin Măndilă (ROU) 13-3                 | Eloy Abreu (CUB) 12-13                       | Aleksandr Ivanov (URS) 10-18                   | Gick inte vidare                            | Gick inte vidare                        | Gick inte vidare                                                 |
| Joe Corso          | 57 kg   | Allah Ditta (PAK) 20-8                        | Zbigniew Żedzicki (POL) Förlust genom fall   | Masao Arai (JPN) Förlust genom fall            | Gick inte vidare                            | Gick inte vidare                        | Gick inte vidare                                                 |
| Gene Davis         | 62 kg   | Zevegiin Oidov (MGL) 15-8                     | Théodule Toulotte (FRA) Vinst genom fall     | Eduard Giray (FRG) Vinst genom fall            | Sergej Timofejev (URS) 29-13                | Mohsen Farahvashi (IRI) 12-18           | Yang Jung-Mo (KOR) · Förlust genom fall ·                        |
| Lloyd Keaser       | 68 kg   | Kari Övermark (FIN) 20-4                      | Mohammad Reza Navaei (IRI) Vinst genom fall  | Yasaburo Sugawara (JPN) Vinst genom passivitet | Gerhard Weisenberger (FRG) Vinst genom fall | José Ramos (CUB) Vinst genom passivitet | Doncho Zhekov (BUL) · 9-5 · Pavel Pinigin (URS) · 1-12           |
| Stanley Dziedzic   | 74 kg   | Zevegiin Düvchin (MGL) Vinst genom passivitet | Dennis Herrick (PUR) Vinst genom fall        | Jan Karlsson (SWE) 11-5                        | Bye                                         | Ruslan Asjuralijev (URS) 9-6            | Mansour Barzegar (IRI) · 8-11 · Jiichiro Date (JPN) · 5-10       |
| John Peterson      | 82 kg   | Anthony Shacklady (GBR) Vinst genom fall      | André Bouchoule (FRA) Vinst genom passivitet | Adolf Seger (FRG) 14-4                         | István Kovács (HUN) 10-3                    | Viktor Novozjilov (URS) 20-4            | Mehmet Uzun (TUR) · 13-5 ·                                       |
| Ben Peterson       | 90 kg   | Stelică Morcov (ROU) 7-4                      | Shukri Akhmedov (BUL) 14-13                  | Yoshiaki Yatsu (JPN) 19-2                      | Bárbaro Morgan (CUB) Vinst genom fall       | Paweł Kurczewski (POL) 13-4             | Horst Stottmeister (FRG) · 13-8 · Levan Tediasjvili (URS) · 5-11 |
| Russell Hellickson | 100 kg  | Keith Peache (GBR) Vinst genom fall           | Kazuo Shimizu (JPN) Vinst genom passivitet   | Reza Soukhteh-Saraei (IRI) Vinst genom fall    | Khorloogiin Bayanmönkh (MGL) 14-5           | Ivan Jarigin (URS) 13-19                | Dimo Kostov (BUL) · 12-6 ·                                       |
| Jimmy Jackson      | +100 kg | Harry Geris (CAN) Vinst genom fall            | Soslan Andijev (URS) Förlust genom fall      | József Balla (HUN) 9-10                        | Gick inte vidare                            | Gick inte vidare                        | Gick inte vidare                                                 |

Herrarnas grekisk-romersk
| Idrottare       | Gren    | Omgång 1                                | Omgång 2                                     | Omgång 3                                            | Omgång 4                                      | Omgång 5             | Sista omgången       |
| Idrottare       | Gren    | Motståndare Resultat                    | Motståndare Resultat                         | Motståndare Resultat                                | Motståndare Resultat                          | Motståndare Resultat | Motståndare Resultat |
| --------------- | ------- | --------------------------------------- | -------------------------------------------- | --------------------------------------------------- | --------------------------------------------- | -------------------- | -------------------- |
| Michael Farina  | 48 kg   | Salih Bora (TUR) 4-19                   | Ferenc Seres (HUN) Vinst genom fall          | Aleksej Sjumakov (URS) Förlust genom passivitet     | Gick inte vidare                              | Gick inte vidare     | Gick inte vidare     |
| Bruce Thompson  | 52 kg   | Rolf Krauß (FRG) 7-15                   | Haralambos Holidis (GRE) Vinst genom fall    | Lajos Rácz (HUN) 6-8                                | Gick inte vidare                              | Gick inte vidare     | Gick inte vidare     |
| Joseph Sade     | 57 kg   | Josef Krysta (TCH) Förlust genom fall   | Nyamyn Jargalsaikhan (MGL) 22-11             | Luís Grilo (POR) 30-1                               | Yoshima Suga (JPN) Förlust genom fall         | Gick inte vidare     | Gick inte vidare     |
| Gary Alexander  | 62 kg   | Pekka Hjelt (FIN) Förlust genom fall    | László Réczi (HUN) Förlust genom passivitet  | Gick inte vidare                                    | Gick inte vidare                              | Gick inte vidare     | Gick inte vidare     |
| Patrick Marcy   | 68 kg   | Mohamed Bahamou (MAR) Vinst genom fall  | Gian-Matteo Ranzi (ITA) 4-10                 | Heinz-Helmut Wehling (GDR) Förlust genom passivitet | Gick inte vidare                              | Gick inte vidare     | Gick inte vidare     |
| John Matthews   | 74 kg   | Idalberto Barbán (CUB) 10-13            | Mikko Huhtala (FIN) Förlust genom passivitet | Gick inte vidare                                    | Gick inte vidare                              | Gick inte vidare     | Gick inte vidare     |
| Daniel Chandler | 82 kg   | Csaba Hegedűs (HUN) 9-8                 | Momir Petković (YUG) 5-14                    | Kazuhiro Takanishi (JPN) Förlust genom fall         | Gick inte vidare                              | Gick inte vidare     | Gick inte vidare     |
| James Johnson   | 90 kg   | Ambroise Sarr (SEN) Vinst genom fall    | Stoyan Ivanov (BUL) Förlust genom fall       | Darko Nišavić (YUG) Förlust genom passivitet        | Gick inte vidare                              | Gick inte vidare     | Gick inte vidare     |
| Brad Rheingans  | 100 kg  | Tore Hem (NOR) 4-3                      | Bahram Moshtaghi (IRI) Vinst genom fall      | Andrzej Skrzydlewski (POL) 9-7                      | Nikolaj Balbosjin (URS) Förlust genom fall    | Gick inte vidare     | Gick inte vidare     |
| William Lee     | +100 kg | Aleksandar Tomov (BUL) Vinst genom fall | Seiji Matsunaga (JPN) Vinst genom passivitet | Henryk Tomanek (POL) Förlust genom passivitet       | Roman Codreanu (ROU) Förlust genom passivitet | Gick inte vidare     | Gick inte vidare     |

## Bågskytte
| Bågskytt      | Gren                   | Första rundan | Första rundan | Andra rundan | Andra rundan | Totalt | Totalt |
| Bågskytt      | Gren                   | Poäng         | Rank          | Poäng        | Rank         | Poäng  | Rank   |
| ------------- | ---------------------- | ------------- | ------------- | ------------ | ------------ | ------ | ------ |
| Luann Ryon    | Damernas individuella  | 1217          | 1             | 1282         | 1            | 2499   | 1      |
| Linda Myers   | Damernas individuella  | 1180          | 9             | 1213         | 5            | 2477   | 7      |
| Darrell Pace  | Herrarnas individuella | 1264          | 1             | 1307         | 1            | 2616   | 2      |
| Rick McKinney | Herrarnas individuella | 1230          | 2             | 1241         | 6            | 2471   | 4      |

## Cykling

### Landsvägscykling
| Cyklist                                                 | Gren                   | Tid     | Placering |
| ------------------------------------------------------- | ---------------------- | ------- | --------- |
| George Mount                                            | Herrarnas linjelopp    | 4:47:23 | 6         |
| John Howard                                             | Herrarnas linjelopp    | 4:54:26 | 42        |
| David Boll                                              | Herrarnas linjelopp    | 5:05:00 | 56        |
| Mike Neel                                               | Herrarnas linjelopp    | DNF     | DNF       |
| John Howard Wayne Stetina Marc Thompson Alan Kingsberry | Herrarnas lagtempolopp | 2:18:53 | 19        |

### Bancykling
Förföljelse
| Cyklist                                         | Gren                     | Kvalomgång | Kvalomgång | Kvartsfinal      | Kvartsfinal      | Semifinal        | Semifinal        | Final            | Final            |
| Cyklist                                         | Gren                     | Tid        | Placering  | Tid              | Placering        | Tid              | Placering        | Tid              | Placering        |
| ----------------------------------------------- | ------------------------ | ---------- | ---------- | ---------------- | ---------------- | ---------------- | ---------------- | ---------------- | ---------------- |
| Leonard Nitz                                    | Herrarnas förföljelse    | 5:01,54    | 2          | Gick inte vidare | Gick inte vidare | Gick inte vidare | Gick inte vidare | Gick inte vidare | Gick inte vidare |
| Paul Deem Leonard Nitz Ron Skarin Ralph Therrio | Herrarnas lagförföljelse |            | 10         | Gick inte vidare | Gick inte vidare | Gick inte vidare | Gick inte vidare | Gick inte vidare | Gick inte vidare |

Herrarnas tempolopp
- Robert Vehe — 1:09,057 (15:e plats)

Herrarnas sprint
- Leigh Barczewski
  - Heat — 2:a plats
  - Återkval — diskvalificerad (→ gick inte vidare)

## Friidrott
Damer
Bana och väg
| Idrottare                                                                      | Gren       | Heat     | Heat      | Kvartsfinal | Kvartsfinal | Semifinal        | Semifinal        | Final            | Final            |                  |                  |
| Idrottare                                                                      | Gren       | Resultat | Placering | Resultat    | Placering   | Resultat         | Placering        | Resultat         | Placering        |                  |                  |
| ------------------------------------------------------------------------------ | ---------- | -------- | --------- | ----------- | ----------- | ---------------- | ---------------- | ---------------- | ---------------- | ---------------- | ---------------- |
| Evelyn Ashford                                                                 | 100 m      | 11.25    | 3 Q       | 11.28       | 1 Q         | 11.21            | 2 Q              | 11.24            | 5                |                  |                  |
| Chandra Cheeseborough                                                          | 100 m      | 11.28    | 1 Q       | 11.36       | 2 Q         | 11.26            | 3 Q              | 11.31            | 6                |                  |                  |
| Brenda Morehead                                                                | 100 m      | 11.35    | 1 Q       | 11.30       | 2 Q         | 11.38            | 6                | Gick inte vidare | Gick inte vidare |                  |                  |
| Debra Edwards-Armstrong                                                        | 200 m      | 23.18    | 1 Q       | 23.20       | 1 Q         | 23.16            | 6                | Gick inte vidare | Gick inte vidare |                  |                  |
| Chandra Cheeseborough                                                          | 200 m      | 23.17    | 1 Q       | 23.19       | 2 Q         | 23.20            | 6                | Gick inte vidare | Gick inte vidare |                  |                  |
| Rosalyn Bryant                                                                 | 400 m      | 52.01    | 1 Q       | 51.74       | 2 Q         | 50.62            | 1 Q              | 50.65            | 5                |                  |                  |
| Sheila Ingram                                                                  | 400 m      | 51.83    | 1 Q       | 51.31       | 1 Q         | 50.90            | 3 Q              | 50.90            | 6                |                  |                  |
| Debra Sapenter                                                                 | 400 m      | 52.33    | 1 Q       | 51.23       | 1 Q         | 51.34            | 4 Q              | 51.66            | 8                |                  |                  |
| Wendy Koenig                                                                   | 800 m      | 1:59.91  | 3 Q       | i.u.        | i.u.        | 2:02.31          | 7                | Gick inte vidare | Gick inte vidare |                  |                  |
| Madeline Manning                                                               | 800 m      | 2:00.62  | 3 Q       | i.u.        | i.u.        | 2:07.25          | 8                | Gick inte vidare | Gick inte vidare |                  |                  |
| Kathy Weston                                                                   | 800 m      | 2:03.31  | 5         | i.u.        | i.u.        | Gick inte vidare | Gick inte vidare | Gick inte vidare | Gick inte vidare |                  |                  |
| Jan Merrill                                                                    | 1 500 m    | 4:10.92  | 3 Q       | i.u.        | i.u.        | 4:02.61          | 5 Q              | 4:08.54          | 8                |                  |                  |
| Francie Larrieu-Smith                                                          | 1 500 m    | 4:07.21  | 6 Q       | i.u.        | i.u.        | 4:09.07          | 9                | Gick inte vidare | Gick inte vidare |                  |                  |
| Cynthia Poor                                                                   | 1 500 m    | 4:08.89  | 6         | i.u.        | i.u.        | i.u.             | i.u.             | Gick inte vidare | Gick inte vidare | Gick inte vidare | Gick inte vidare |
| Debbie LaPlante                                                                | 100 m häck | 13.51    | 4 Q       | i.u.        | i.u.        | 13.36            | 6                | Gick inte vidare | Gick inte vidare |                  |                  |
| Pat Donnelly                                                                   | 100 m häck | 13.71    | 5         | i.u.        | i.u.        | Gick inte vidare | Gick inte vidare | Gick inte vidare | Gick inte vidare |                  |                  |
| Rhonda Brady                                                                   | 100 m häck | 13.84    | 5         | i.u.        | i.u.        | Gick inte vidare | Gick inte vidare | Gick inte vidare | Gick inte vidare |                  |                  |
| Martha Rae Watson Evelyn Ashford Debra Edwards-Armstrong Chandra Cheeseborough | 4 x 100 m  | 43.46    | 2 Q       | i.u.        | i.u.        | i.u.             | i.u.             | 43.35            | 7                |                  |                  |
| Debra Sapenter Sheila Ingram Pamela Jiles Rosalyn Bryant                       | 4 x 400 m  | 3:25.15  | 2 Q       | i.u.        | i.u.        | i.u.             | i.u.             | 3:22.81          | 2                |                  |                  |

Fältgrenar
| Idrottare         | Gren           | Kval  | Kval      | Final            | Final            |
| Idrottare         | Gren           | Längd | Placering | Längd            | Placering        |
| ----------------- | -------------- | ----- | --------- | ---------------- | ---------------- |
| Joni Huntley      | Höjdhopp       | 1.80  | 2 Q       | 1.89             | 5                |
| Paula Girven      | Höjdhopp       | 1.80  | 21 Q      | 1.84             | 18               |
| Pam Spencer       | Höjdhopp       | 1.70  | 27        | Gick inte vidare | Gick inte vidare |
| Kathy McMillan    | Längdhopp      | 6.25  | 10 Q      | 6.66             | 2                |
| Sherron Walker    | Längdhopp      | 6.20  | 14        | Gick inte vidare | Gick inte vidare |
| Martha Rae Watson | Längdhopp      | 5.93  | 25        | Gick inte vidare | Gick inte vidare |
| Maren Seidler     | Kulstötning    | i.u.  | i.u.      | 15.60            | 12               |
| Lynne Winbigler   | Diskuskastning | 48.22 | 14        | Gick inte vidare | Gick inte vidare |
| Kate Schmidt      | Spjutkastning  | 61.50 | 3 Q       | 63.96            | 3                |
| Karin Smith       | Spjutkastning  | 59.36 | 6 Q       | 57.50            | 8                |
| Sherry Calvert    | Spjutkastning  | 53.08 | 13        | Gick inte vidare | Gick inte vidare |

Kombinerade grenar – femkamp
| Idrottare       | Gren     | 100H  | SP    | HJ   | LJ   | 200 m | Final | Placering |
| --------------- | -------- | ----- | ----- | ---- | ---- | ----- | ----- | --------- |
| Jane Frederick  | Resultat | 13.54 | 14.55 | 1.76 | 5.99 | 24.70 | 4566  | 7         |
| Jane Frederick  | Poäng    | 926   | 870   | 993  | 904  | 873   | 4566  | 7         |
| Gale Fitzgerald | Resultat | 14.16 | 12.51 | 1.68 | 5.89 | 24.73 | 4263  | 13        |
| Gale Fitzgerald | Poäng    | 846   | 750   | 915  | 882  | 870   | 4263  | 13        |
| Marilyn King    | Resultat | 14.45 | 12.27 | 1.74 | 5.62 | 25.27 | 4165  | 17        |
| Marilyn King    | Poäng    | 811   | 736   | 974  | 821  | 823   | 4165  | 17        |

Herrar
Bana och väg
| Idrottare                                                | Gren           | Heat     | Heat      | Kvartsfinal      | Kvartsfinal      | Semifinal        | Semifinal        | Final            | Final            |
| Idrottare                                                | Gren           | Resultat | Placering | Resultat         | Placering        | Resultat         | Placering        | Resultat         | Placering        |
| -------------------------------------------------------- | -------------- | -------- | --------- | ---------------- | ---------------- | ---------------- | ---------------- | ---------------- | ---------------- |
| Harvey Glance                                            | 100 m          | 10.37    | 1 Q       | 10.23            | 1 Q              | 10.24            | 3 Q              | 10.19            | 4                |
| Johnny Jones                                             | 100 m          | 10.43    | 1 Q       | 10.46            | 2 Q              | 10.30            | 3 Q              | 10.27            | 6                |
| Steve Riddick                                            | 100 m          | 10.43    | 1 Q       | 10.36            | 2 Q              | 10.33            | 5                | Gick inte vidare | Gick inte vidare |
| Millard Hampton                                          | 200 m          | 21.11    | 1 Q       | 20.83            | 2 Q              | 20.69            | 2 Q              | 20.29            | 2                |
| Dwayne Evans                                             | 200 m          | 20.96    | 1 Q       | 20.56            | 1 Q              | 20.83            | 2 Q              | 20.43            | 3                |
| Mark Lutz                                                | 200 m          | 21.50    | 5         | Gick inte vidare | Gick inte vidare | Gick inte vidare | Gick inte vidare | Gick inte vidare | Gick inte vidare |
| Fred Newhouse                                            | 400 m          | 45.42    | 1 Q       | 45.97            | 1 Q              | 44.97            | 1 Q              | 44.40            | 2                |
| Herman Frazier                                           | 400 m          | 46.09    | 1 Q       | 46.52            | 1 Q              | 45.24            | 3 Q              | 44.95            | 3                |
| Maxie Parks                                              | 400 m          | 46.12    | 1 Q       | 45.99            | 3 Q              | 45.61            | 3 Q              | 45.24            | 5                |
| Rick Wohlhuter                                           | 800 m          | 1:45.71  | 1 Q       | i.u.             | i.u.             | 1:46.72          | 1 Q              | 1:44.12          | 3                |
| James Robinson                                           | 800 m          | 1:47.56  | 2 Q       | i.u.             | i.u.             | 1:46.43          | 5                | Gick inte vidare | Gick inte vidare |
| Mark Enyeart                                             | 800 m          | 1:47.96  | 3         | i.u.             | i.u.             | Gick inte vidare | Gick inte vidare | Gick inte vidare | Gick inte vidare |
| Rick Wohlhuter                                           | 1 500 m        | 3:39.94  | 3 Q       | i.u.             | i.u.             | 3:38.71          | 2 Q              | 3:40.64          | 6                |
| Mike Durkin                                              | 1 500 m        | 3:38.89  | 5         | i.u.             | i.u.             | Gick inte vidare | Gick inte vidare | Gick inte vidare | Gick inte vidare |
| Matt Centrowitz                                          | 1 500 m        | 3:45.02  | 6         | i.u.             | i.u.             | Gick inte vidare | Gick inte vidare | Gick inte vidare | Gick inte vidare |
| Paul Geis                                                | 5 000 m        | 13:32.36 | 2 Q       | i.u.             | i.u.             | i.u.             | i.u.             | 13:42.51         | 12               |
| Duncan MacDonald                                         | 5 000 m        | 13:47.14 | 7         | i.u.             | i.u.             | i.u.             | i.u.             | Gick inte vidare | Gick inte vidare |
| Dick Buerkle                                             | 5 000 m        | 13:29.01 | 9         | i.u.             | i.u.             | i.u.             | i.u.             | Gick inte vidare | Gick inte vidare |
| Garry Bjorklund                                          | 10 000 m       | 28:12.24 | 2 Q       | i.u.             | i.u.             | i.u.             | i.u.             | 28:38.08         | 13               |
| Craig Virgin                                             | 10 000 m       | 28:30.22 | 6         | i.u.             | i.u.             | i.u.             | i.u.             | Gick inte vidare | Gick inte vidare |
| Ed Mendoza                                               | 10 000 m       | 29:02.97 | 10        | i.u.             | i.u.             | i.u.             | i.u.             | Gick inte vidare | Gick inte vidare |
| Frank Shorter                                            | Maraton        | i.u.     | i.u.      | i.u.             | i.u.             | i.u.             | i.u.             | 2:10:45.8        | 2                |
| Don Kardong                                              | Maraton        | i.u.     | i.u.      | i.u.             | i.u.             | i.u.             | i.u.             | 2:11:15.8        | 4                |
| Bill Rodgers                                             | Maraton        | i.u.     | i.u.      | i.u.             | i.u.             | i.u.             | i.u.             | 2:25:14.8        | 40               |
| Willie Davenport                                         | 110 m häck     | 13.70    | 1 Q       | i.u.             | i.u.             | 13.55            | 3 Q              | 13.38            | 3                |
| Charles W. Foster                                        | 110 m häck     | 13.68    | 1 Q       | i.u.             | i.u.             | 13.45            | 1 Q              | 13.41            | 4                |
| James Owens                                              | 110 m häck     | 14.03    | 5 Q       | i.u.             | i.u.             | 13.76            | 4 Q              | 13.73            | 6                |
| Edwin Moses                                              | 400 m häck     | 49.95    | 1 Q       | i.u.             | i.u.             | 48.29            | 1 Q              | 47.63            | 1                |
| Michael Shine                                            | 400 m häck     | 50.91    | 1 Q       | i.u.             | i.u.             | 49.90            | 1 Q              | 48.69            | 2                |
| Quentin Wheeler                                          | 400 m häck     | 50.32    | 1 Q       | i.u.             | i.u.             | 50.22            | 4 Q              | 49.86            | 4                |
| Henry Marsh                                              | 3 000 m hinder | 8:31.46  | 6 Q       | i.u.             | i.u.             | i.u.             | i.u.             | 8:23.99          | 10               |
| Doug Brown                                               | 3 000 m hinder | 8:33.25  | 8         | i.u.             | i.u.             | i.u.             | i.u.             | Gick inte vidare | Gick inte vidare |
| Mike Roche                                               | 3 000 m hinder | 8:37.36  | 10        | i.u.             | i.u.             | i.u.             | i.u.             | Gick inte vidare | Gick inte vidare |
| Harvey Glance Johnny Jones Millard Hampton Steve Riddick | 4 x 100 m      | 38.76    | 1 Q       | i.u.             | i.u.             | 38.51            | 1 Q              | 38.33            | 1                |
| Herman Frazier Benny Brown Fred Newhouse Maxie Parks     | 4 x 400 m      | 2:59.52  | 1 Q       | i.u.             | i.u.             | i.u.             | i.u.             | 2:58.65          | 1                |
| Ron Laird                                                | 20 km gång     | i.u.     | i.u.      | i.u.             | i.u.             | i.u.             | i.u.             | 1-33:27.6        | 20               |
| Larry Walker                                             | 20 km gång     | i.u.     | i.u.      | i.u.             | i.u.             | i.u.             | i.u.             | 1-34:19.4        | 22               |
| Todd Scully                                              | 20 km gång     | i.u.     | i.u.      | i.u.             | i.u.             | i.u.             | i.u.             | 1-36:37.4        | 29               |

Fältgrenar
| Idrottare       | Gren           | Kval  | Kval      | Final            | Final            |
| Idrottare       | Gren           | Längd | Placering | Längd            | Placering        |
| --------------- | -------------- | ----- | --------- | ---------------- | ---------------- |
| Arnie Robinson  | Längdhopp      | 7.95  | 2 Q       | 8.35             | 1                |
| Randy Williams  | Längdhopp      | 7.97  | 1 Q       | 8.11             | 2                |
| Larry Myricks   | Längdhopp      | 7.92  | 3 Q       | AC               | AC               |
| James Butts     | Tresteg        | 16.55 | 5 Q       | 17.18            | 2                |
| Tommy Haynes    | Tresteg        | 16.71 | 4 Q       | 16.78            | 5                |
| Rayfield Dupree | Tresteg        | 16.50 | 8 Q       | 16.23            | 12               |
| Dwight Stones   | Höjdhopp       | 2.16  | 1 Q       | 2.21             | 3                |
| James Barrineau | Höjdhopp       | 2.16  | 1 Q       | 2.14             | 11               |
| Bill Jankunis   | Höjdhopp       | 2.16  | 1 Q       | 2.10             | 13               |
| David Roberts   | Stavhopp       | 5.10  | 1 Q       | 5.50             | 3                |
| Earl Bell       | Stavhopp       | 5.10  | 1 Q       | 5.45             | 6                |
| Terry Porter    | Stavhopp       | 5.10  | 1 Q       | 5.20             | 13               |
| Al Feuerbach    | Kulstötning    | 19.87 | 6 Q       | 20.55            | 4                |
| George Woods    | Kulstötning    | 19.35 | 12 Q      | 20.26            | 7                |
| Pete Shmock     | Kulstötning    | 19.48 | 10 Q      | 19.89            | 9                |
| Mac Wilkins     | Diskuskastning | 68.28 | 1 Q       | 67.50            | 1                |
| John Powell     | Diskuskastning | 61.48 | 9 Q       | 65.70            | 3                |
| Jay Silvester   | Diskuskastning | 62.06 | 6 Q       | 61.98            | 8                |
| Sam Colson      | Spjutkastning  | 86.64 | 4 Q       | 86.16            | 5                |
| Anthony Hall    | Spjutkastning  | 79.56 | 15 Q      | 71.70            | 15               |
| Richard George  | Spjutkastning  | 78.32 | 18        | Gick inte vidare | Gick inte vidare |
| Larry Hart      | Släggkastning  | 67.74 | 15        | Gick inte vidare | Gick inte vidare |

Kombinerade grenar – tiokamp
| Idrottare    | Gren     | 100 m | LJ   | SP    | HJ   | 400 m | 110H  | DT    | PV   | JT    | 1500 m  | Final | Placering |
| ------------ | -------- | ----- | ---- | ----- | ---- | ----- | ----- | ----- | ---- | ----- | ------- | ----- | --------- |
| Bruce Jenner | Resultat | 10.94 | 7.22 | 15.35 | 2.03 | 47.51 | 14.84 | 50.04 | 4.80 | 68.52 | 4:12.61 | 8618  | 1         |
| Bruce Jenner | Poäng    | 819   | 865  | 809   | 882  | 923   | 866   | 873   | 1005 | 862   | 714     | 8618  | 1         |
| Fred Samara  | Resultat | 10.85 | 7.08 | 13.00 | 1.84 | 50.07 | 14.87 | 40.54 | 4.30 | 53.60 | 4:40.21 | 7504  | 15        |
| Fred Samara  | Poäng    | 841   | 836  | 665   | 716  | 801   | 862   | 696   | 884  | 680   | 523     | 7504  | 15        |
| Fred Dixon   | Resultat | 10.94 | 6.91 | 14.44 | 2.03 | 48.38 | 18.11 | 45.82 | i.u. | 55.96 | 4:38.49 | 6754  | 23        |
| Fred Dixon   | Poäng    | 819   | 802  | 755   | 882  | 880   | 574   | 797   | 0    | 711   | 534     | 6754  | 23        |

## Fäktning
Herrarnas florett
- Edward Donofrio
- Edward Ballinger
- Martin Lang

Herrarnas lagtävling i florett
- Martin Lang, Edward Ballinger, Ed Wright, Edward Donofrio, Brooke Makler

Herrarnas värja
- Scotty Bozek
- Brooke Makler
- George Masin

Herrarnas lagtävling i värja
- Scotty Bozek, Brooke Makler, George Masin, Paul Pesthy

Herrarnas sabel
- Paul Apostol
- Peter Westbrook
- Stephen Kaplan

Herrarnas lagtävling i sabel
- Paul Apostol, Peter Westbrook, Stephen Kaplan, Thomas Losonczy, Alex Orban

Damernas florett
- Nikki Franke
- Sheila Armstrong
- Ann O'Donnell

Damernas lagtävling i florett
- Nikki Franke, Sheila Armstrong, Ann O'Donnell, Gay D'Asaro, Denise O'Connor

## Gymnastik
Damernas lagmångkamp
- 6e plats[7]
- Kolleen Casey
- Kim Chace
- Carrie Englert
- Kathy Howard
- Debbie Willcox
- Leslie Wolfsberger

## Handboll
- Laguppställning:

Richard Abrahamson
Roger Baker
Peter Buehning, Jr.
Randolph Dean
Robert Dean
Vincent DiCalogero
Ezra Glantz
William Johnson
Patrick O'Neill
Sandor Rivnyak
James Rogers
Kevin Serrapede
Robert Sparks
Harry Winkler

- Gruppspel[8]:

| Lag             | S | V | O | F | GM | IM  | MS  | P |
| --------------- | - | - | - | - | -- | --- | --- | - |
| Rumänien        | 4 | 3 | 1 | 0 | 91 | 71  | +20 | 7 |
| Polen           | 4 | 3 | 0 | 1 | 80 | 71  | +9  | 6 |
| Ungern          | 4 | 2 | 0 | 2 | 92 | 82  | +10 | 4 |
| Tjeckoslovakien | 4 | 1 | 1 | 2 | 85 | 82  | +3  | 3 |
| USA             | 4 | 0 | 0 | 4 | 80 | 122 | −42 | 0 |

- Match om 9:e plats[9]:

|  | 27 juli 1976 | Japan | 27 – 20 | USA | Claude Robillard |  |
|  |              |       |         |     |                  |  |
|  |              |       |         |     |                  |  |
|  |              |       |         |     |                  |  |

## Judo
Herrarnas lättvikt
- Joseph Bost

Herrarnas halv mellanvikt
- Patrick Burris

Herrarnas mellanvikt
- Teimoc Johnston-Ono

Herrarnas halv tungvikt
- Thomas Martin

Herrarnas tungvikt
- Allen Coage

Herrarnas öppna viktklass
- James Wooley

## Modern femkamp
Individuell tävling
- John Fitzgerald
- Michael Burley
- Robert Nieman

Lagtävling
- John Fitzgerald
- Michael Burley
- Robert Nieman

## Simhopp
Elva deltagare representerade USA i simhoppet, de deltog alla fyra grenarna. Totalt tog de fem medaljer varav två guld.
Damernas 3 m
- Jennifer Chandler
  - Kval - 463.32 poäng (1:a plats)
  - Final - 506.19 poäng ( Guld)
- Cynthia Potter-McIngvale
  - Kval - 455.16 poäng (3:e plats)
  - Final - 466.83 poäng ( Brons)
- Barbara Nejman
  - Kval - 455.49 poäng (2:a plats)
  - Final - 365.07 poäng (8:e plats)

Damernas 10 m
- Deborah Wilson
  - Kval - 401.07 poäng (3:e plats)
  - Final - 398.37 poäng ( Brons)
- Melissa Briley
  - Kval - 389.85 poäng (4:e plats)
  - Final - 376.86 poäng (7:e plats)
- Janet Ely
  - Kval - 343.92 poäng (9:e plats)
  - Final - gick inte vidare

Herrarnas 3 m
- Philip Boggs
  - Kval - 621.51 poäng (1:a plats)
  - Final - 619.05 poäng ( Guld)
- Rob Cragg
  - Kval - 582.99 poäng (2:a plats)
  - Final - 548.19 poäng (5:e plats)
- Greg Louganis
  - Kval - 530.85 poäng (8:e plats)
  - Final -  528.96 poäng (6:e plats)

Herrarnas 10 m
- Greg Louganis
  - Kval - 583.50 poäng (1:a plats)
  - Final - 576.99 poäng ( Silver)
- Kent Vosler
  - Kval - 554.37 poäng (3:e plats)
  - Final - 544.14 poäng (4:e plats)
- Tim Moore
  - Kval - 510.75 poäng (8:e plats)
  - Final - 538.17 poäng (5:e plats)

## Tyngdlyftning
Nio tyngdlyftare i sex viktklasser tävlade för USA i sommarspelen 1976.
| Tävlande         | Viktklass | Ryck  | Stöt  | Total | Placering |
| ---------------- | --------- | ----- | ----- | ----- | --------- |
| Dan Cantore      | 67,5 kg   | 120,0 | 152,5 | 272,5 | 11        |
| Frederick Lowe   | 75 kg     | 135,0 | 170,0 | 305,0 | 11        |
| Samuel Bigler    | 82,5 kg   | 130,0 | 177,5 | 307,5 | 10        |
| Lee James        | 90 kg     | 165,0 | 197,5 | 362,5 | 2         |
| Philip Grippaldi | 90 kg     | 150,0 | 205,0 | 355,0 | DQ        |
| Gary Drinnon     | 110 kg    | 152,5 | 200,0 | 352,5 | 12        |
| Mark Cameron     | 110 kg    | 162,5 | 212,5 | 375,0 | DQ        |
| Bruce Wilhelm    | +110 kg   | 172,5 | 215,0 | 387,5 | 5         |
| Sam Walker       | +110 kg   | 142,5 | 182,5 | 325,0 | 9         |